# Johan Henric Kellgren
Johan Henric Kellgren (født 1. december 1751 i Västergötland, død 20. april 1795 i Stockholm) var en svensk forfatter.
Kellgren blev student ved Åbo Universitet 1768, men opholdt sig mest som huslærer på landet, hvor han studerede latinske forfattere og moderne fransk litteratur, og som medlem af det litterære Aurora-Forbund i Åbo fik han sine første digte trykt i dets organ. I 1777 flyttede han til Stockholm for at tiltræde huslærerplads i general Meijerfelts hus, hvor han gjorde bekendtskab med samtidens berømte digtere og med Gustav III; han optoges i det
litterære selskab Utile Dulci og blev snart dets ledende ånd. Allerede i 1778 knyttedes han til Stockholmsposten, hvis redaktør og ejer han senere blev, og i 1780 udnævntes han til kongens bibliotekar og privatsekretær med det særlige formål at hjælpe Majestæten ved de dramatiske arbejder Æneas i Kartago, Gustaf Wasa, Kristina samt Gustaf Adolf och Ebba Brahe.
Som digter var Kellgren begyndt med satiriske og moraliserende småting i tidens manér, men efterhånden giver han også udtryk for større nydelseslyst, og dette sidste kan stige til en frivolitet, hvor moralen glemmes. Formen bliver stadig elegantere og yndefuldere. Mina löjen, Våra villor, Till Rosalie, og Sinnenas förening er vidnesbyrd om, hvor vidt han spænder. Men indtryk af den franske revolution og af Gustav III's reaktionære politik bevirkede imidlertid en omvæltning i Kellgrens sind og dermed i hans digtning, så denne nu fremtræder som udtryk for en alvorlig overbevisning og uforfærdet frihedskærlighed og oplysningstrang. Man äger ej snille för det man är galen (1788) og Ljusets fiender (1792) er rettet mod overtro og spiritistisk sværmeri og angriber oplysningsfjenderne, og i Dumboms lefverne spotter han snusfornuften og selvgodheden.
Hans opfattelse af lyrisk poesi gennemgik ligeledes en betydelig forandring. Ganske vist kunde han under sin franske smagsperiode digte så enkelt og smukt som Vårvisa, men med kendskab til den samtidige tyske litteratur vinder han ny anskuelse både om form og om snillets ret til at gå nye veje, og han når sit højeste ved at besynge kærlighed af mere ideel karakter end tidligere, således digtet Den nya skapelsen (1790); selv om dette måske som flere af hans andre ikke er strengt originalt, betyder den nye tone, som det istemmer, i virkeligheden så overordentlig meget for den svenske litteraturudvikling, og det så meget mere som hans blad, der tidligere havde stillet sig skarpt over for anderledes tænkende, nu viser sig meget mindre dømmende og overlegent end tidligere. Hans prosaarbejder, optagne i Samlade skrifter, der, ordnede før hans død, udkom i 1796 (ny udgave 1884—85), blandt andet hans karakteristik af Bellman samt Filosofen på landsvägen og Strödda refleksioner, hører også med til den ældre svenske litteraturs interessanteste og tidsskelssættende værker.